# نعيمة عبابسة
نعيمة عبابسة من مواليد 1963 بتلمسان ولاية شمال غرب الجزائر هي مغنية ومؤدية جزائرية اشتهرت بأغانيها الجزائرية المشيدة بخصال وجمال النساء وقيمتهن الرفيعة. وافتها المنيّة يوم 18 أفريل 2021 في الجزائر.

## النشأة
تنحدر نعيمة عبابسة، من عائلة فنية من ولاية بسكرة وهي الصغرى من بين خمسة أشقاء. كان والدها عبد الحميد عبابسة مؤلفًا وملحنًا وعازفًا ومغنيًا شهيرًا للطراز البدوي أو «الصحراوي». وجعله أَدَاؤُهُ للأغنية الشعبية «حزية» أو الحب العاطفي للشاعر محمد بن قيطون أكثر شهرة. وكانت والدتها فاطمة الزهراء، شقيقة المطربة ليلى الجزائرية، أيضًا عضوًا في فرقة أوركسترا جزائرية شعبية. إضافة إلى ذلك، تعتبر شقيقة نعيمة فلة عبابسة نجمة الأغنية الجزائرية والشرقية بشكل عام، يشع صيتها في كامل أرجاء العالم العربي

## المسيرة الفنّية
تشبعت نعيمة عبابسة بفن والديها منذ صغرها وترعرعت في وسط ذوقي فني غني وعريق يقدس التراث الموسيقي الجزائري ويعمل على تخليده. ظهرت لأول مرة في سن الرابعة، وبدأت في العزف على البيانو. في عام 1977، بدأت نعيمة مسيرتها الفنية رسميًا بدخولها أوركسترا والدتها كعازفة. في سن الرابعة عشرة، اكتشف والده صوتها الرقيق وطاقتها الخلابة. وهكذا وبفضل تشجيع والديها، انطلقت نعيمة عبابسة في الغناء، واكتسبت شهرة دون نظير، وذاع اسمها خارج حدود الجزائر.

## النمط الموسيقي
على الرغم من العقليات المهيمنة آنذاك في الجزائر، كان لدى نعمة عبابسة من الجرأة لتكتسح الميدان الفني وتطلق لنفسها العنان في آداء أنماط غنائية كانت حكرا على الرجال. فسرت مجموعة واسعة جدًا من السجلات المختلفة التي أحيتها وأثرتها على ذوقها. تبنّت في أعمالها مجموعة واسعة جدًا من الأغنيات والمقاطع الموسيقية التراثية المختلفة التي أحيتها وأثرتها على ذوقها. تعدّ المغنية أيقونة الفن الشعبي والحوزي وقد أدت كذلك عدة أنماط موسيقية أخرى تنحدر من شمال إفريقيا.

## إحياء وتكريم
قامت الفنانة بتكريم معطوب الوناس في باريس خلال حفل موسيقي أقيم بمشاركة العديد من الفنانين من خلال غناء مجموعة الشاوي على مسرح بيرسي بباريس في عام 2000.
كما شاركت في تكريم الفنانة سلوى بالجزائر العاصمة بالمسرح الوطني الجزائري محي الدين بشتارزي عام 2008.

## المهرجانات
كان للجمهور حضوة كبيرة في فؤاد نعيمة عبابسة التي كانت تسعى دوما إلى الحفاظ على علاقاتها بمعجبيها والتطوير منها. وقد حققت نجاحًا هائلاً من الحفلات الموسيقية والجولات التي تهدف إلى الترويج للثقافة الجزائرية. في عام 1999، أقامت المغنية أولى حفلاتها في فرنسا ونالت إعجاب الهواة الأوروبيين الشباب بصوتها وطاقتها على المسرح وأسالت حبر الصحافة الفرنسية لأيام. في عام 2018، تمت دعوتها إلى مهرجان تيمقاد الدولي للموسيقى. كما شاركت في النسخة 8 من مهرجان "Orientalys" في مونتريال في نفس السنة، أدت حينها أسلوبا حديثا جديدا قريبا من موسيقى التكنو.

## الأعمال الفنية
رفضت نعيمة عبابسة طويلاً تسجيل أغانيها في الاستوديو وفضلت التواصل مع الجمهور بدلاً من ذلك عن طريق الحفلات والمهرجانات. لكنها غيرت وجهة نظرها عام 1998 بسبب مرضها وقررت تسجيل أغانيها. ولها في رصيدها 8 ألبومات وما يقارب المائة أغنية. فيما يلي بعض العناوين للمطربة الراسخة في الذاكرة الشعبية للأغنية الجزائرية:
- نجمة الشاوي، 30 نوفمبر 1998، وهي تضم 7 أغانٍ.
- الصحراء، 1 ديسمبر 1999، مكونة من 7 عناوين
- أغاني الشرق، صدر في 1 مايو 2001، والذي يحتوي على 10 مسارات
- بعاطفة، 5 نوفمبر 2001، والتي لها 9 ألقاب.
- حفلات زفاف حوزي الخاصة، مسامة الجزائر صدر عام 2003 للاحتفال بمراسم الزفاف
- يا دزاير صدر عام 2004 ويتكون من 12 أغنية من الجزائر العاصمة
- يا ختي،[7] عام 2010
- اغاني جزائرية 2013 ب 8 اغاني على طريقة الحوزي
- شيوخ بلادنا عام 2015
- حزية 2017 ألبوم يضم 18 أغنية على طراز نايلي ( من منطقة أولاد نايل - الجلفة)، عاصمي، صحراوي، ترقي وأغنية حزية.[8]